# Parken Sport & Entertainment
Parken Sport & Entertainment A/S (forkortet PS&E) er et dansk selskab noteret på Københavns Fondsbørs med hovedkontor i København. Selskabet blev grundlagt 1. april 1991 i forbindelse med stiftelsen af fodboldklubben F.C. København. Selskabets primære aktiviteter omfatter i dag (2023) ejerskabet af Lalandia, Parken stadion (herunder kontorejendommene i Parkens tårne) og fodboldklubben F.C. København. Aktiviteterne drives gennem selvstændige datterselskaber.

## Bestyrelse og direktion
Selskabets bestyrelsesmedlemmer og direktion udgøres pr. 20. juli 2023:
| Bestyrelse - Allan Linneberg-Agerholm (formand) - Henrik Møgelmose - Klaus Gad - Gert Petersen - Michael Gjelstrup Stenskrog - Erik Jensen Skjærbæk - Benny Peter Olsen | Koncerndirektion - Jan Harrit (Koncerndirektør) - Jacob Holmlund Lauesen |

## Ejerskab og koncernstruktur
Parken Sport & Entertainment ejes som følge af sin notering på Københavns Fondsbørs af en lang række aktionærer, hvoraf de største er:
- Seier Capital Denmark A/S (ejet af Lars Seier): 22,55%.[3] Seier Capital Denmark A/S erhvervede i marts 2019 sin ejerandel fra Lønmodtagernes Dyrtidsfond, for 221,8 mio kroner.[3]
- KPS Invest A/S: 20,54%[4] (ejet af Karl Peter Korsgaard Sørensen[5]
- Es-Parken ApS (ejet af Erik Skjærbæk):[6] 29,8%[3]

### Koncernen
Parken Sport & Entertainment driver gennem datterselskaber fodboldklubben F.C. København, som spiller i den danske Superliga, kontorejendommene i Parken og Lalandia.